# Boronia rigens
Boronia rigens är en vinruteväxtart som beskrevs av Edwin Cheel. Boronia rigens ingår i släktet Boronia och familjen vinruteväxter. Inga underarter finns listade i Catalogue of Life.